# 아키바 골즈먼
아키바 골즈먼(영어: Akiva Goldsman, 1962년 7월 7일 ~ )은 미국의 영화 프로듀서, 각본가이다. 90년대 이래 조엘 슈마허, 레니 할린, 론 하워드, 프랜시스 로런스 등의 감독 영화에 각본과 제작 방면으로 다양하게 참여해왔다. 대표 각본작으로는 《배트맨 포에버》(1995)와 《배트맨과 로빈》(1997), 《뷰티풀 마인드》(2001), 《아이, 로봇》(2004), 《신데렐라 맨》(2005), 《다빈치 코드》(2006)가 있으며, 이 중 하워드 감독의 《뷰티풀 마인드》로 아카데미 각색상을 수상했다. 2014년에는 《윈터스 테일》로 감독 데뷔하였다.

## 제작 작품 목록
| 연도 | 제목                   | 원제                            | 감독              | 비고 |
| ---- | ---------------------- | ------------------------------- | ----------------- | ---- |
| 1994 | 의뢰인                 | The Client                      | 조엘 슈마허       |      |
| 1994 | 조용한 추락            | Silent Fall                     | 브루스 베레스포드 |      |
| 1995 | 배트맨 포에버          | Batman Forever                  | 조엘 슈마허       |      |
| 1996 | 타임 투 킬             | A Time to Kill                  | 조엘 슈마허       |      |
| 1997 | 배트맨과 로빈          | Batman & Robin                  | 프리처 그린       |      |
| 1998 | 로스트 인 스페이스     | Lost in Space                   | 스티븐 홉킨스     |      |
| 1998 | 프랙티컬 매직          | Practical Magic                 | 그리핀 던         |      |
| 1999 | 딥 블루 씨             | Deep Blue Sea                   | 레니 할린         |      |
| 2001 | 뷰티풀 마인드          | A Beautiful Mind                | 론 하워드         |      |
| 2004 | 스타스키와 허치        | Starsky & Hutch                 | 토드 필립스       |      |
| 2004 | 마인드 헌터            | Mindhunters                     | 레니 할린         |      |
| 2004 | 아이, 로봇             | I, Robot                        | 알렉스 프로야스   |      |
| 2005 | 콘스탄틴               | Constantine                     | 프랜시스 로런스   |      |
| 2005 | 신데렐라 맨            | Cinderella Man                  | 론 하워드         |      |
| 2005 | 미스터 & 미세스 스미스 | Mr. & Mrs. Smith                | 더그 라이먼       |      |
| 2006 | 포세이돈               | Poseidon                        | 볼프강 페테르젠   |      |
| 2006 | 다빈치 코드            | The Da Vinci Code               | 론 하워드         |      |
| 2007 | 나는 전설이다          | I Am Legend                     | 프랜시스 로런스   |      |
| 2008 | 핸콕                   | Hancock                         | 피터 버그         |      |
| 2009 | 천사와 악마            | Angels & Demons                 | 론 하워드         |      |
| 2010 | 루저스                 | The Losers                      | 더그 라이먼       |      |
| 2010 | 페어 게임              | Fair Game                       | 더그 라이먼       |      |
| 2010 | 조나 헥스              | Jonah Hex                       | 지미 헤이워드     |      |
| 2013 | 론 서바이버            | Lone Survivor                   | 피터 버그         |      |
| 2014 | 윈터스 테일            | Winter's Tale                   | 본인              |      |
| 2015 | 인서전트               | The Divergent Series: Insurgent | 로베르트 슈벤트케 |      |
| 2016 | 제5침공                | The 5th Wave                    | J 블레이크슨      |      |